# Hardcore Holly
Robert William Howard, meglio conosciuto con il ring name Hardcore Holly (Glendale, 29 gennaio 1963), è un ex wrestler statunitense, noto per i suoi trascorsi nella World Wrestling Federation/Entertainment tra il 1994 e il 2009.

## Carriera

### World Championship Wrestling (1990–1991)
Nel 1990 Holly ha iniziato a fare apparizioni televisive nella World Championship Wrestling, essendo utilizzato principalmente come jobber.Combatté il suo primo match il 30 luglio a Gainesville, in Georgia, quando è stato sconfitto per sottomissione dal campione degli Stati Uniti Lex Luger. Holly ha poi lottato in un six man tag team match a Marietta, in Georgia, il 6 agosto, collaborando con "Powerhouse" Tim Parker e Brad Bratton contro Ric Flair, Arn Anderson e Barry Windham. Il 13 agosto Holly ha affrontato Flair in un single match trasmesso su World Championship Wrestling, perdendo per sottomissione. Dopo un'assenza di diversi mesi, ha fatto la sua ultima apparizione in occasione di una registrazione della World Championship Wrestling il 21 gennaio in squadra con Dave Johnson in uno sforzo senza successo contro The Freebirds in un match trasmesso il 9 febbraio 1991.

### World Wrestling Federation/Entertainment (1994–2009)

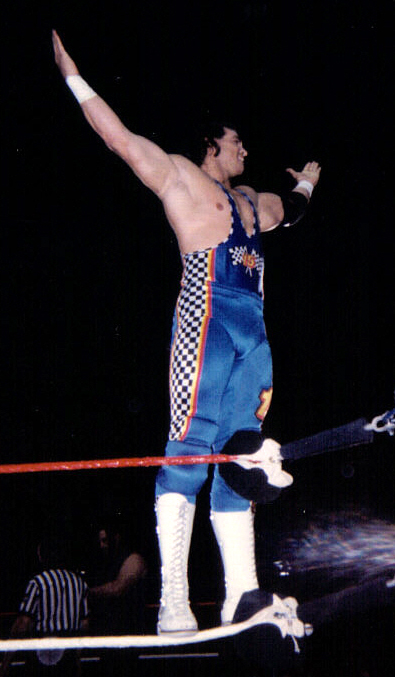
Bob "Spark Plug" Holly nel 1996

Nel gennaio 1994 debuttò con la gimmick del pilota di corse NASCAR chiamato Thurman "Sparky" Plugg, poi modificato in Bob "Spark Plug" Holly sul finire dell'anno. Prese parte alla Royal Rumble del 1994, resistendo 21 minuti sul ring prima di essere eliminato.
Nel 1995 insieme a 1-2-3 Kid prese parte al torneo per il vacante WWF World Tag Team Championship. Dopo aver sconfitto Well Dunn e Heavenly Bodies, sconfissero in finale Bam Bam Bigelow e Tatanka laureandosi campioni WWF Tag Team. Tuttavia il loro regno durò soltanto un giorno in quanto furono sconfitti a WWF Monday Night Raw da The Smoking Gunns.
Il 7 maggio 1995 Holly schienò l'Intercontinental Champion Jeff Jarrett in un match con il titolo in palio, ma poiché Jarrett aveva un piede sulle corde durante lo schienamento, la decisione venne ribaltata e il titolo reso vacante. Più tardi nello stesso show, Jarrett sconfisse Holly nel rematch per il titolo. Quindi partecipò al torneo King of the Ring 1995, sconfiggendo Mantaur e poi perdendo ai quarti con The Roadie. Al ppv SummerSlam venne sconfitto da Triple H.
Alle Survivor Series fu nella squadra con Marty Jannetty, Hakushi e Barry Horowitz. Il team fu sconfitto da Skip, Doctor of Desire Tom Prichard, Rad Radford e 1–2–3 Kid.
Nonostante una buona performance alla Royal Rumble del 1996, dove rimase sul ring per 40 minuti, "Sparky" Plugg fece molte poche apparizioni televisive nel corso del 1996 e 1997.
Dopo alcuni anni venne istituito un nuovo titolo, il WWF Hardcore Championship a cui Holly iniziò subito a dare la caccia. Cambiò il suo nome in Hardcore Holly e divenne uno dei punti cardine della categoria hardcore della federazione. Formò quindi una coppia con Crash Holly, presentato nelle storyline come suo cugino, riuscendo a conquistare anche il WWF Tag Team Championship il 18 ottobre 1998, perdendoli successivamente contro Mankind e Al Snow. L'anno successivo venne introdotta nelle storyline della WWF un'altra cugina, Molly Holly.
Nel 2002 subì un infortunio al collo dovuto a una mossa sbagliata da Brock Lesnar durante un match. Holly rimase per più di un anno fuori dalle scene, per poi tornare alla fine del 2003 cercando vendetta contro Brock Lesnar. I due si affrontarono al pay-per-view Royal Rumble 2004 per il WWE Championship allora detenuto da Lesnar, il quale mantenne la cintura.
Forma quindi un tag team con Charlie Haas cercando di conquistare i titoli di coppia; Haas venne però licenziato dalla WWE il 5 luglio 2005. Nello stesso mese Holly aprì la Bob Holly Academy, una scuola di wrestling a Mobile, in Alabama.
Holly tornò a lottare in match singoli cercando di conquistare lo United States Championship di Orlando Jordan. Jordan si aggiudicò un primo match vincendo irregolarmente, mentre in un secondo match fra i due Holly vinse la contesa, ma soltanto per squalifica (ciò implica che il titolo rimanga al suo possessore). Nel settembre 2005 Holly iniziò un feud con Sylvain Grenier.
Scomparve dalle scene dalla puntata di SmackDown! seguente a Taboo Tuesday, dove è stato arbitro speciale in un tag team match tra la coppia formata da Rey Mysterio e Matt Hardy e quella formata da John "Bradshaw" Layfield e Christian.
Tra il 2005 ed il 2006 Holly fu vittima di un'infezione da stafilococco al gomito che lo tenne a lungo fuori dal ring e che lo costrinse a subitre diverse operazioni chirurgiche. Tornò a lottare il 31 luglio in un dark match vinto contro Simon Dean. Passò alla ECW debuttando nello show del 21 agosto 2006.Spesso è alleato con Big Show effettuando così un turn heel. Qui offre sfide spettacolari contro pionieri del programma come Cm Punk e Rob Van Dam ma non riesce a conquistare il titolo mondiale. Partecipò anche alla Extreme Elimination Chamber di December to Dismember 2006 valida per l'ECW Championship, ma venne eliminato da Test.
Il 16 aprile 2007 fu costretto ad una nuova operazione al gomito che lo tenne bloccato per diversi mesi.
Con la seconda trance della draft lottery 2007 svoltasi il 17 giugno, Holly passò dal roster della ECW a quello di SmackDown. Tuttavia al suo rientro sul ring dall'infortunio, Holly fu aggregato al roster di Raw. Il 10 dicembre 2007 vinse assieme a Cody Rhodes il World Tag Team Championship sconfiggendo i campioni Lance Cade e Trevor Murdoch. Perse il titolo durante il pay-per-view Night of Champions 2008 quando, durante un handicap match contro Ted DiBiase Jr., Rhodes passò dalla parte di quest'ultimo, sancendo nel contempo la fine del team.
A gennaio 2009, Hardcore Holly è stato licenziato dalla WWE, come riportato dal sito ufficiale della federazione.

### Circuito indipendente (2009–2020)
Dopo il suo rilascio da parte della federazione di Stanford, egli prese parte ad eventi di numerose federazioni indipendenti europee. Nel 2013 fece un'apparizione One Night Only in TNA combattendo in un six man tag team match contro gli Aces & Eights. Successivamente a questa comparsa fece ritorno nelle federazioni indipendenti europee combattendo soprattutto in Olanda.

## Nel wrestling

### Mosse finali
- Hardcore Holly
  - Alabama Slam (Double leg slam)
  - Falcon Arrow (Sitout suplex slam)
- Thurman Plugg
  - Pit Stop Plunge (Diving splash)

### Manager
- Jim Cornette

### Soprannomi
- "Alabama Slamma"
- "Big Shot"
- "Hollywood"
- "Sparky"
- "Superstar"
- "Pannolone"

### Musiche d'ingresso
- Spark Plugg Theme di Jim Johnston (1994–1997)
- New Midnight Express di Jim Johnston (1997–1998)
- Armed & Rambunctious di Steve Goomas (1998–1999)
- Slow Death di Zack Tempest (1999–2002)
- How Do You Like Me Now? di Jim Johnston (2002–2009)

## Titoli e riconoscimenti
- Kamikaze Pro Wrestling
  - KPW Championship (1)
- Pro Wrestling Illustrated
  - 41º tra i 500 migliori wrestler singoli nella PWI 500 (2000)
- Under the Lights
  - UTL Lights Out Championship (1)
- World Wrestling Entertainment
  - Hardcore Championship (6)
  - WWE Tag Team Championship1 (3) – con 1-2-3 Kid (1), Crash Holly (1) e Cody Rhodes (1)
  - World Tag Team Championship (1) – con Bodacious Bart
- World Wrestling Organization
  - WWO United States Heavyweight Championship (1)
  - WWO Tag Team Championship (1) – con Ron Starr